# 中華人民共和国国家標準
中華人民共和国国家標準は、中国の国家標準化団体によって承認され、公的に発表された国家規格である。
中国国家標準(national standard)は、中国語における略称「国標」のピンイン表記がGuóbiāoとなることから、その頭文字を取ってGBあるいはGB規格とも呼ばれている。
国際標準化機構及び国際電気標準会議に中国代表として参加している中国国家標準化管理委員会によって発行される。
1994年以前に登録された標準規格の標準番号は、末尾に登録年(西暦年号)の下2桁が付加されているが、1995年以降に登録されたものは4桁すべて付加されている。

## 国家標準
強制国家標準番号は「GB」、推奨国家標準番号は「GB/T」で始まる。国際規格(ISO規格など)を参照して制定されたものには、同一内容の場合はIDT(identical to の略)、修正して採用した場合はMOD(modified in relation to の略)と付記されている。2000年以前は、同一内容の場合はEQV(equivalent to の略)、同一内容でない場合はNEQ(not equivalent to の略)と付記されている。
コンピューターの情報処理やデータ交換と関連する下記の国家標準の番号は、国家による承認後につけられた標準番号。また、採用程度は国家標準と国際標準の関係を示す。代替標準は、当該標準公布後に代替された旧標準。

## 代表的な標準規格一覧
| 標準番号         | 採用国際標準           | 中国語タイトル                                    | 日本語タイトル(参考)                                                 |
| ---------------- | ---------------------- | ------------------------------------------------- | -------------------------------------------------------------------- |
| 国家強制標準     |                        |                                                   |                                                                      |
| GB 2312-80       |                        | 信息交换用汉字编码字符集 基本集                   | 情報交換用中国語コード符号化文字集 基本集                            |
| GB 3100-93       | EQV ISO 1000:1992      | 国际单位制及其应用                                | 国際単位系及びその応用                                               |
| GB 3101-93       | EQV ISO 31-0:1992      | 有关量、单位和符号的一般原则                      | 関係する量、単位と記号の一般原則                                     |
| GB 3259-92       |                        | 中文书刊名称汉语拼音拼写法                        | 中国語書籍と雑誌名称ピンイン表音文字表記法                           |
| GB 3304-91       |                        | 中国各民族名称的罗马字母拼写法和代码              | 中国各民族名称のローマ字表音文字の表記法とコード                     |
| GB 5768-2009     |                        | 道路交通标志和标线                                | 道路交通表示とマーキング                                             |
| GB 6513-86       |                        | 文献书目信息交换用数学字符编码字符集              | 文献と図書目録 情報交換用数字文字コード集                            |
| GB 8045-87       |                        | 信息交换用蒙古文七位编码和八位编码字符集          | 情報処理交換に用いるモンゴル語7ビットおよび8ビット符号化図形文字集合 |
| GB 12050-89      |                        | 信息处理 信息交换用维吾尔文编码图形字符集         | 情報処理 情報交換用ウイグル語符号化図形文字集合                      |
| GB 12052-89      |                        | 信息交换用朝鲜文字编码字符集                      | 情報交換用朝鮮語符号化文字集合                                       |
| GB 12200.1-90    |                        | 汉语信息处理词汇 01部分：基本术语                 | 中国語の情報処理用語 01部:基本用語                                   |
| GB 12345-90      |                        | 信息交换用汉字编码字符集 第一辅助集               | 情報交換用漢字符号化文字集合 第一補助集                              |
| GB 13000-2010    | IDT ISO/IEC 10646:2003 | 信息技术 通用多八位编码字符集（UCS）              | 情報技術 国際符号化文字集合(UCS)                                     |
| GB 14887-2003    |                        | 道路交通信号灯                                    | 道路交通信号灯                                                       |
| GB 16959-1997    |                        | 信息技术 信息交换用藏文编码字符集 基本集          | 情報技術 情報交換用チベット語コード文字集合 基本集                   |
| GB 18030-2005    |                        | 信息技术 中文编码字符集                           | 情報技術 中国語の符号化文字集合                                      |
| GB 21669-2008    |                        | 信息技术 维吾尔文、哈萨克文、柯尔克孜文编码字符集 | 情報技術 ウイグル語、カザフ語、キルギス語の文字コード集              |
| "推奨標準 GB/T"  |                        |                                                   |                                                                      |
| GB/T 148-1997    | NEQ ISO 216:1975       | 印刷、书写和绘图纸幅面尺寸                        | 筆記用紙および各種印刷物 仕上寸法                                    |
| GB/T 1988-1998   | EQV ISO/IEC 646:1991   | 信息技术 信息交换用七位编码字符集                 | 情報技術 情報交換用7ビット符号化文字集                               |
| GB/T 2311-2000   | IDT ISO/IEC 2022:1994  | 信息技术 字符代码结构与扩充技术                   | 情報技術 文字コード構造と拡張技術                                    |
| GB/T 2260-1999   |                        | 中华人民共和国行政区划代码                        | 中華人民共和国行政区画コード                                         |
| GB/T 2260-2002   |                        | 中华人民共和国行政区划代码                        | 中華人民共和国行政区画コード                                         |
| GB/T 2260-2007   |                        | 中华人民共和国行政区划代码（现行）                | 中華人民共和国行政区画コード(現行)                                   |
| GB/T 2261-1980   | 无，但与ISO 5218类似   | 人的性别代码                                      | 人間の性別コード                                                     |
| GB/T 2659-2000   | EQV ISO 3166-1:1997    | 世界各国和地区名称代码                            | 世界各国と地区の名称コード                                           |
| GB/T 4880-91     | EQV ISO 639:1988       | 语种名称代码                                      | 言語名称コード                                                       |
| GB/T 4880.2-2000 | EQV ISO 639-2:1998     | 语种名称代码 第2部分：3字母代码                   | 言語名称コード 第2部:すべての言語の3文字コード                       |
| GB/T 4881-85     |                        | 中国语种代码                                      | 中国語の種類に関するコード番号                                       |
| GB/T 5795-2002   | EQV ISO 2108:1992      | 中国标准书号                                      | 中国標準図書番号                                                     |
| GB/T 7408-94     | EQV ISO 8601:1988      | 数据元和交换格式 信息交换 日期和时间表示法        | データ元と交換フォーマット 情報のフォーマット 日付と時間の表示方法   |
| GB/T 7589-87     |                        | 信息交换用汉字编码字符集 第二辅助集               | 情報交換用漢字文字コード 第二補助集                                  |
| GB/T 7590-87     |                        | 信息交换用汉字编码字符集 第四辅助集               | 情報交換用漢字文字コード 第四補助集                                  |
| GB/T 7714-2005   |                        | 文后参考文献著录规则                              | 参考文献記載に関する規則                                             |
| GB 10001-94      | NEQ ISO 7001:1990      | 公共信息标志用图形符号                            | 標識用公共情報図形記号                                               |
| GB/T 12200.2-94  |                        | 汉语信息处理词汇 02部分：汉语和汉字               | 中国語情報処理用語 02部:中国語と漢字                                 |
| GB/T 12406-1996  | IDT ISO 4217:1990      | 表示货币和资金的代码                              | 表示する貨幣と資金のコード                                           |
| GB/T 12406-2008  | IDT ISO 4217:2001      | 表示货币和资金的代码                              | 表示する貨幣と資金のコード                                           |
| GB/T 13131-91    |                        | 信息交换用汉字编码字符集 第三辅助集               | 情報交換用漢字文字コード 第三補助集                                  |
| GB/T 13132-91    |                        | 信息交换用汉字编码字符集 第五辅助集               | 情報交換用漢字文字コード 第五補助集                                  |
| GB 13134-91      |                        | 信息交换用彝文编码字符集                          | 情報交換用彝語符号化文字集                                           |
| GB/T 15273       | IDT ISO/IEC 8859       | 信息处理 八位单字节编码图形字符集                 | 情報処理 8ビット単一バイト符号化図形文字集合                         |
| GB/T 15834-2011  |                        | 标点符号用法                                      | 句読点記号用法                                                       |
| GB/T 15835-1995  |                        | 出版物上数字用法的规定                            | 出版物における数字用法の規定                                         |
| GB/T 16159-2012  |                        | 汉语拼音正词法基本规则                            | 中国語ピンイン正書法基本規則                                         |
| GB/T 16831-1997  | IDT ISO 6709:1983      | 地理点位置的纬度、经度和高程的标准表示法          | 地理的位置の緯度、経度および標高の標準表示法                         |
| GB/T 16683-1996  |                        | 信息交换用彝文字符24×24点阵字模集及数据集         | 情報交換用彝文字24×24ドットビットマップフォント集およびデータ集      |
| GB/T 19000-2000  | IDT ISO 9000:2000      | 质量管理体系 基础和术语                           | 品質マネジメントシステム 基礎と用語                                  |
| GB/T 24001-1996  | IDT ISO 14001:1996     | 环境管理体系 规范及使用指南                       | 環境マネジメントシステムの要求および使用手引                         |
| GB/T 33661-2017  |                        | 农历的编算和颁行                                  | 中国暦（農暦）に関する規格                                           |

## 国家標準文字コード
コンピューター関連分野で散見される「GB 2312-80」と「GB 18030-2005」は、中華人民共和国が国家規格として定めた簡体字中国語の符号化文字集合(いわゆる文字コード)である。